# Kommentarspam

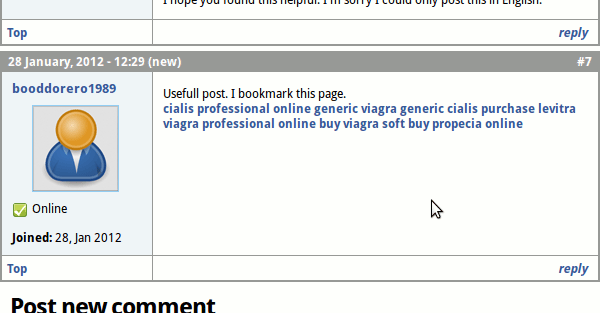
Spam i ett diskussionsforum i form av blå nyckelord (möjliga hyperlänkar).

Kommentarspam eller bloggspam (vanliga engelska uttryck är comment spam, blog spam och wiki spam) är oönskad reklam eller ovidkommande kommentarer som postas till exempelvis bloggar, wikiwebbplatser, gästböcker, diskussionsforum eller kontaktformulär som är öppna för vem som helst att skriva i.

## Allmänt
Kommentarspam kan postas manuellt, men den överväldigande delen postas av webbrobotar eller "botar", som är programmerade att söka upp webbformulär och posta oönskat innehåll. Webbapplikationer som accepterar och visar hyperlänkar är särskilt utsatta.
Länkar som pekar på spammarnas eller deras uppdragsgivares webbplatser syftar primärt till att öka dessa webbplatsers popularitet hos söktjänsterna genom sökmotoroptimering (SEO, Search Engine Optimization), så att spammarnas webbplatser hamnar längre upp på sökresultatlistorna, vilket indirekt ökar antalet besökare och betalande kunder. Kommentarspam ingår därmed i det batteri av metoder som används för att försöka manipulera sökmotorerna. En sammanfattande term för det senare är spamdexing.

### Problem och motåtgärder
Kommentarspam eller bloggspam medför flera problem:
- Olika typer av forum fylls med ospecifika och ovidkommande inlägg vilket gör att den önskade informationen dränks och blir svår att hitta och kan göra forumet oanvändbart.
- Länkarna kan leda till webbplatser med olämpligt innehåll som pornografi, vapen eller droger vilket kan skada forumets trovärdighet.
- Länkarna kan leda till webbplatser med skadlig kod som kan orsaka säkerhetsproblem.

En teknik, som bland annat används på internetuppslagsverket Wikipedia, är att förse publicerade hyperlänkar med tillägget rel="nofollow", vilket uppmanar sökmotorerna att inte låta länkarna påverka målsidornas popularitet.
Många robotar använder sig av öppna proxyservrar. En effektiv metod som bland annat används på internetuppslagsverket Wikipedia är att neka åtkomst via öppna proxyservrar.
Problem med kommentarspam, eller överhuvudtaget olämpliga kommentarer, kan minskas genom krav på att alla användare måste godkännas av en administratör innan de gör sitt första inlägg. Genom att studera till exempel facebook-profilen hos den som vill ansluta till en facebook-grupp kan man ofta särskilja mellan seriösa och tveksamma användare.
Utöver detta är självklara åtgärder att som ordinär användare felanmäla olämpliga inlägg, och som administratör ha sitt forum under uppsikt och snabbt stryka olämpliga inlägg och blockera de användare som lägger in sådana inlägg.